# Högsbo distrikt
Högsbo distrikt är ett distrikt i Göteborgs kommun och Västra Götalands län. 
Distriktet ligger i södra Göteborg.

## Tidigare administrativ tillhörighet
Distriktet inrättades 2016 och utgör av en del av det område som före 1971 utgjorde Göteborgs stad, i en del av området som före 1945 utgjorde Västra Frölunda socken.
Området motsvarar den omfattning Högsbo församling hade vid årsskiftet 1999/2000 och som den fick 1963 efter utbrytning ur Västra Frölunda församling.